# سیلیا بوریحان
سیلیا بوریحان (انگلیسی: Celia Bourihane؛ زادهٔ ۲۲ ژانویهٔ ۱۹۹۵) بازیکن والیبال زن اهل الجزایر است.